# إدوارد كريستوفر ينت
إدوارد كريستوفر ينت (بالألمانية: Edward C. Wente) (و. 1889 – 1972 م) هو فيزيائي من الولايات المتحدة الأمريكية . ولد في دنفر (آيوا) .

## جوائز
حصل على جوائز منها:
- نيشان جون برايس ويذريل [الإنجليزية]‏.